# Bandeira de Porto Alegre
A bandeira municipal de Porto Alegre foi criada em 12 de julho de 1974, na gestão do Prefeito Telmo Thompson Flores, por meio da Lei número 3.893 do mesmo ano.
É toda branca, simbolizando a paz, e tendo ao centro, em sentido vertical, a aplicação do brasão de armas da cidade.
Uma peculiaridade dessa bandeira é que possui sete modelos, que variam na dimensão e tecido, de acordo com cada tipo de comemoração:
- tipo 1: com um pano de 45 centímetros de largura;
- tipo 2: com dois panos de largura;
- tipo 3: três panos de largura;
- tipo 4: quatro panos de largura;
- tipo 5: cinco panos de largura;
- tipo 6: seis panos de largura;
- tipo 7: sete panos de largura.

Além dos tipos normais poderão ser fabricadas em dimensões maiores, menores ou intermediárias, conforme exigirem as condições de uso; deverão ser mantidas, no entanto, as proporções devidas.